# 東京臨海病院
東京臨海病院（とうきょうりんかいびょういん）は、東京都江戸川区臨海町にある日本私立学校振興・共済事業団直営の病院である。

## 概要
江戸川区の臨海地域の急激な人口増加への対応、および台東区根岸にあった日本私立学校振興・共済事業団の下谷病院の老朽化に伴い2002年4月に移転・開院した。建物は特徴的な三角柱の8階建てで、埋立地への建設のため免震構造をとっている。
健康診断のための健康医学センターを併設している。

## 診療科
- 内科
- 循環器内科
- 消化器内科
- 呼吸器内科
- 脳神経内科
- リウマチ膠原病内科
- 糖尿病内科
- 腎臓内科
- 緩和ケア内科
- メンタルクリニック
- 小児科
- 外科
- 乳腺外科
- 救急科
- 整形外科
- 形成外科
- 脳神経外科
- 心臓血管外科
- 呼吸器外科
- 皮膚科
- 泌尿器科
- 産婦人科
- 眼科
- 耳鼻咽喉科
- 放射線科
- 麻酔科（ペインクリニック）
- 病理診断科
- リハビリテーション科

## 交通アクセス
出典 : 
- 電車
  - JR東日本京葉線葛西臨海公園駅から徒歩20分。
- バス

| 乗車駅   | 系統     | 下車停留所         | 運行事業者 |
| -------- | -------- | ------------------ | ---------- |
| 船堀駅   | 西葛26   | 「東京臨海病院前」 | ■都営      |
| 西葛西駅 | 西葛27   | 「東京臨海病院前」 | ■都営      |
| 新小岩駅 | 新小29-2 | 「東京臨海病院前」 | ■都営      |